# Elettromacumba (album)
Elettromacumba è il nono album in studio della rockband italiana Litfiba, pubblicato nel 2000. È il primo album con Gianluigi "Cabo" Cavallo alla voce.

## Descrizione
Si tratta del primo disco che vede Cabo alla voce dopo l'abbandono di Piero Pelù, ed anche quello che riporta la band di Ghigo Renzulli alle sonorità puramente rock che erano state accantonate con il precedente lavoro in studio, Infinito. Lo stesso Renzulli sarà l'unico membro originale rimasto dopo l'abbandono di Pelù e dei musicisti che avevano accompagnato la band dal 1989 al 1999 (Roberto Terzani, Daniele Bagni e Franco Caforio seguiranno Pelù nella sua carriera solista). Durante la tournée si aggrega alla formazione il tastierista Mauro Sabbione che aveva già collaborato con la band durante El Diablo.
Dal disco vengono estratti tre singoli, ovvero Elettromacumba, Il giardino della follia e Spia, che otterranno una buona frequenza di rotazione nei canali di musica in TV, tanto da spingere l'album a vendere oltre 150 000 copie, un risultato comunque deludente se confrontato alle vendite di Infinito.
La band partecipa anche al Festivalbar 2000, esibendosi con Il giardino della follia.
L'album è stato ristampato in CD e vinile nel 2025, in occasione del venticinquesimo anniversario dalla prima uscita.

## Accoglienza
Rockol ha accolto con favore il cambio di formazione, scrivendo che il disco «recupera un po' di energia e suona decisamente meglio degli ultimi tre album del gruppo». Ha dunque concluso che, al netto dei «suoi mille difetti», l'album dimostra che i Litfiba «erano quasi soltanto farina del sacco di Ghigo e anzi, che le sbandate di Pelù (Infinito) rischiavano di compromettere anche il suono preferito dalla band».
Negativo invece il parere di Patrizio Ruviglioni di Rolling Stone Italia che, in una classifica dei migliori album del gruppo del 2020, posiziona Elettromacumba al penultimo posto (davanti solo a un altro album con Cabo alla voce, Essere o sembrare) definendolo «il lavoro di una tribute band dei Litfiba».

## Tracce
Testi di G.Cavallo, musiche di F.Renzulli; edizioni musicali EMI Music Publishing Italia/ZTL Edizioni Musicali.
1. Il pazzo che ride – 5:57
2. Elettromacumba intro – 0:22
3. Elettromacumba – 4:19
4. Il giardino della follia – 4:11
5. Piegami – 3:35
6. Dall'alba al tramonto – 4:35
7. 'C'est la vie – 5:32
8. Spia – 4:27
9. Profumo – 4:52
10. Il patto – 4:53

Durata totale: 42:43

## Formazione
- Gianluigi Cavallo - voce, chitarra ritmica
- Ghigo Renzulli - chitarra
- Gianluca Venier - basso, tastiere
- Ugo Nativi - batteria

## Singoli/Videoclips
1. Elettromacumba (promo, videoclip)
2. Il giardino della follia (promo, videoclip)
3. Spia (promo, videoclip)

## Classifiche
| Classifica (2000) | Posizione massima |
| ----------------- | ----------------- |
| Italia            | 3                 |
| Svizzera          | 58                |

## Curiosità
- I brani Spia (con un'altra musica), Piegami e Il patto erano presenti nel demo che Cabo ha fatto recapitare ad Alberto Pirelli.